# Alțâna
Alțâna é uma comuna romena localizada no distrito de Sibiu, na região histórica da Transilvânia. A comuna possui uma área de 83.32 km² e sua população era de 1677 habitantes segundo o censo de 2007.